# Paul Gleason
Paul Xavier Gleason (ur. 4 maja 1939 w Jersey City, zm. 27 maja 2006 w Burbank) – amerykański aktor telewizyjny i filmowy.

## Życiorys

### Wczesne lata
Urodził się w Jersey City w stanie New Jersey jako syn Eleanor (z domu Doyle), pielęgniarki, i George’a L. Gleasona, restauratora, zawodowego boksera, hutnika i producenta pokryć dachowych. Dorastał w Miami Beach, gdzie uczęszczał do szkoły katolickiej North Miami High School. W wieku 16 lat odszedł z domu i podróżował autostopem na całym wschodnim wybrzeżu, spał na plaży i grał w baseball. W 1966 roku naukę kontynuował w Florida State University, gdzie grał w piłkę nożną z Burtem Reynoldsem i Robertem Urichem. Po ukończeniu studiów, podpisał niewielki kontrakt z drużyną baseballową Cleveland Indians.

### Kariera
Po obejrzeniu melodramatu Elii Kazana Wiosenna bujność traw (Splendor in the Grass, 1961) z Natalie Wood i Warrenem Beatty, wraz ze swoim przyjacielem scenarzystą Jackiem Kerouac zainteresował się aktorstwem. Studiował w nowojorskim Lee Strasberg Theatre and Film Institute. Zadebiutował na ekranie w komedii Winter A-Go-Go (1965). Występował na Broadwayu w sztuce Neila Simona The Gingerbread Lady (1971), a także w Los Angeles i Nowym Jorku w spektaklu Strona tytułowa (The Front Page, 1972) z Johnem Lithgow i Richardem Thomasem. Grał też małe role w telewizyjnych serialach takich jak Mission: Impossible czy Columbo. W operze mydlanej ABC Wszystkie moje dzieci (All My Children, 1976-1978) wcielił się w postać brodatego doktora Davida Thorntona.
Zagrał w ponad 60 filmach, m.in.: Nieoczekiwana zmiana miejsc (Trading Places, 1983), Klub winowajców (The Breakfast Club, 1985) jako Richard Vernon, niesympatyczny i surowy nauczyciel, Szklana pułapka (1988), Bądź dobry Johnny (Johnny Be Good, 1988) jako Wayne Hisler z Robertem Downeyem Jr. czy Wieczny student (2002). Stał się również znany z licznych występów telewizyjnych, w tym w dwóch sitcomach NBC –  Kroniki Seinfelda (1994) i Przyjaciele (2000). Opublikował też tomik poezji. Pojawił się jako Richard Vernon w teledysku A*Teens do piosenki „Dancing Queen” (2000).
Był dwukrotnie żonaty. 13 marca 1971 roku ożenił się z Candy Moore, z którą miał córkę Shannon. W roku 1978 doszło do rozwodu. W sierpniu 1995 poślubił Susan Kehl, z którą miał córkę Kaitlin i syna.
Zmarł 27 maja 2006 roku w Burbank w stanie Kalifornia na międzybłoniaka w wieku 67 lat.

## Filmy fabularne
- 1979: Wielki Santini (The Great Santini, TV) jako porucznik Sammy
- 1981: Artur (Arthur)
- 1981: Fort Apache, Bronx jako detektyw
- 1983: Pod czułą kontrolą (Tender Mercies) jako reporter
- 1983: Nieoczekiwana zmiana miejsc (Trading Places) jako Clarence Beeks
- 1985: Ewoki: Bitwa o Endor (Ewoks: The Battle for Endor, TV) jako Jeremitt
- 1985: Klub winowajców (The Breakfast Club) jako Richard Vernon
- 1987: Twoja na zawsze Lulu (Forever, Lulu) jako Robert
- 1988: Ona będzie miała dziecko (She's Having a Baby) jako Howard
- 1988: Szklana pułapka (Die Hard) jako Dwayne T. Robinson, zastępca szefa policji
- 1988: Ona będzie miała dziecko (She's Having a Baby) jako Howard
- 1990: Miami Blues jako sierżant Frank Lackley
- 1993: Strzelając śmiechem (Loaded Weapon 1) jako agent FBI
- 1993: Punkt zapalny (Boiling Point) jako człowiek podczas transakcji
- 1994: Kocham kłopoty (I Love Trouble) jako Kenny Bacon
- 1997: KasaMowa (Money Talks) jako detektyw Bobby Pickett
- 1998: Kodeks zbrodni (No Code of Conduct) jako John Bagwell
- 2001: To nie jest kolejna komedia dla kretynów jako Richard „Dick” Vernon
- 2002: Wieczny student (Van Wilder) jako prof. Ted McDoogle

## Seriale TV
- 1971: Adam-12 jako Smitty
- 1972: Mission: Impossible jako Blair
- 1974: Adam-12 jako John Suntor
- 1979: Columbo jako Parsons
- 1976-78: Wszystkie moje dzieci (All My Children) jako dr David Thornton
- 1984: Drużyna A (The A-Team) jako Roy Kelsey
- 1984: Strach na wróble i pani King (Scarecrow and Mrs. King) jako Edson Ballon
- 1984: Remington Steele jako szeryf Jeff 'Jed' Nebbins
- 1984: Cagney i Lacey (Cagney & Lacey) jako detektyw Crespi
- 1984: Hardcastle i McCormick (Hardcastle and McCormick) jako Jack Fish
- 1984: Riptide jako detektyw komandor Phillip Hallins Everitt
- 1984: Posterunek przy Hill Street (Hill Street Blues) jako Biff Lowe
- 1984: Magnum jako Ronnie Meeder / Jacques Arnot
- 1985: Dallas jako porucznik Lee Spaulding
- 1986: Drużyna A (The A-Team) jako Harry Sullivan
- 1986: Policjanci z Miami (Miami Vice) jako Bunny Berrigan
- 1986: McCall (The Equalizer) jako Greenleaf
- 1986: Gimme a Break! jako pan Kimball
- 1987: Falcon Crest jako Andy Stryker
- 1987: Piękna i Bestia (Beauty and the Beast) jako Henry Dutton
- 1988-89: Napisała: Morderstwo jako Sterling Bose
- 1989: 21 Jump Street jako Phil Daniels
- 1991: Prawnicy z Miasta Aniołów jako trener John Lungren
- 1991: Napisała: Morderstwo jako porucznik Barney Claymore
- 1992: Cudowne lata (The Wonder Years) jako Arthur Jensen
- 1992: Napisała: Morderstwo jako Steve Morrison
- 1994: Nowe przygody Supermana jako Henry Harrison
- 1994: Kroniki Seinfelda (Seinfeld) jako Cushman
- 1994-96: One West Waikiki jako kpt. Dave Herzog
- 1997: Grace w opałach jako Stuart Wallace
- 1997: Strażnik Teksasu jako dr Harold Payton
- 1997: Chłopiec poznaje świat (Boy Meets World) jako Dean Borak
- 1998: Melrose Place jako sędzia Nicholas
- 1999: Szpital Dobrej Nadziei jako Tom McNeil
- 1999: Diagnoza morderstwo jako detektyw
- 1999: Sekrety Weroniki jako Hank
- 1999: Nash Bridges jako Micky Tripp (DJ radiowy)
- 2000: Przyjaciele jako Jack
- 2002: Gliniarze bez odznak jako detektyw Lannigan
- 2003: Jezioro marzeń jako Larry Newman
- 2004: Drake i Josh (Drake & Josh) jako pan Thompson
- 2004: Zwariowany świat Malcolma jako tajemniczy mężczyzna